# 道の駅南房パラダイス
道の駅南房パラダイス（みちのえき なんぼうパラダイス 英:Roadside station Nanbo Paradise）は、千葉県館山市にかつて存在した千葉県道257号南安房公園線（房総フラワーライン、日本の道100選）の道の駅である。
国内最大級の熱帯･亜熱帯動植物園「アロハガーデンたてやま」を併設していた。園内は恋人の聖地、房総の魅力500選に選定されている。

## 概要
国土交通省関東地方整備局が管理しており、敷地面積は約10.7haで、日本の道100選に選定されている千葉県道257号南安房公園線（房総フラワーライン）に接した道の駅であった。
「平砂浦海岸」が目の前に広がるなど、地域観光の核施設・情報発信の場としての役割を担う。国内最大級の熱帯･亜熱帯系動物園・植物園「アロハガーデンたてやま」を敷地内に併設していた。

## 沿革
道の駅として開業する前の南房パラダイスは、1970年（昭和45年）10月に開園。略称はナンパラ。
植物園（温室、フラワーパビリオンなど）、動物園（動物広場など）、宿泊施設（いこいの村たてやま）などがあった。1973年には、第28回国民体育大会に合わせて来県した昭和天皇の行幸先の一つとなった。開設時は「千葉県道路観光公社」が所有していたが、1976年（昭和51年）に千葉県へ移管されて「千葉県観光公社」に管理運営を委託する形に変わった。宿泊施設の「いこいの村たてやま」は1978年（昭和53年）に開業したもので、2004年（平成16年）に雇用促進事業団から千葉県が買収している。
2006年（平成18年）4月からは指定管理者制度を導入し、「株式会社オーシャンヴェール館山」に管理運営を委任されていた。しかし、東日本大震災の発生に伴う観光客減で、運営が困難となったため、指定管理者としての契約は期限は2012年3月末までであったが、オーシャンヴェール館山は、指定管理の辞退を申し出て2011年（平成23年）9月からは、千葉県の管理下でのオーシャンヴェールによる委託運営となった。2012年（平成24年）4月から2014年（平成26年）3月末まで、財団法人公園緑地管理財団（当時、現・一般財団法人公園財団）による運営委託となった。2013年（平成25年）12月20日に、千葉県は、動植物園を柏市の不動産管理会社である「株式会社常盤興産」に、宿泊施設を館山市のホテル運営会社である「株式会社こがね」に、2014年（平成26年）4月1日に売却することを決定した。
これにより、「株式会社常盤興産」が約3500万円で買収した約8.6haの動植物園施設については「アロハ・ガーデンたてやま」と名称を改め、2014年（平成26年）9月13日に新装開業。また、「株式会社こがね」が約3700万円で買収した約2.4haの敷地に建つ3階建て宿泊施設については「たてやま温泉千里の風」と名称を改め、2014年（平成26年）12月6日に新装開業した。
2025年（令和7年）2月26日、常盤興産が資金繰りを理由として同年3月31日付けで「アロハ・ガーデンたてやま」を閉園することを発表した。道の駅南房パラダイスについても同年4月1日以降は駐車場、トイレ、案内サービスコーナーの利用ができなくなり、同年6月13日の「第63回道の駅登録」の際に登録抹消となった。

## 施設

### 道の駅施設
道の駅施設はいずれも24時間利用可能。
- 駐車場
  - 普通車：338台
  - 大型車：16台
  - 身障者用：3台
- トイレ
  - 男：大 2器、小 5器
  - 女：5器
  - 身障者用：1器
- 公衆電話

### 情報施設
情報施設の営業は午前9時30分 - 午後5時となっている。
- 案内・サービス施設
- レストラン
  - レストランワイキキ（10時30分 - 平日17時、土日祝19時）- ハワイアンレストラン、ハワイのローカルフードを提供。
- 売店
  - ハワイ雑貨店 - ハワイアンジュエリーやハワイアンハンドメイドグッズ、観葉植物等を販売。
  - マルシェ
- 有料施設
  - アロハガーデンたてやま（連続温室などの植物園、子供広場、多目的広場ふれあい動物広場）

### その他の施設
- シンガポールのマーライオン
- 平砂浦海岸

## アロハガーデンたてやま
アロハガーデンたてやま（英:Aloha Garden Tateyama）は、道の駅南房パラダイスに隣接していた国内最大級の熱帯･亜熱帯動物園･植物園施設。

### 概要
南房パラダイス（旧名）は、1970年（昭和45年）10月に開園。敷地面積は約10.7haで、植物園（温室、フラワーパビリオン等）、動物園（動物広場等）、宿泊施設（いこいの村たてやま）等があった。その後、動植物園については「アロハガーデンたてやま」として2014年（平成26年）9月13日に新装開業した。日本のハワイを房総に、一年中フラを踊れるステージを設備し、ヤシに固まれた南国のムード漂う。
連続の温室と大温室、熱帯・亜熱帯植物を展示しており、南国の代表の花ハイビスカス、ブーゲンビレアなど、南国特有の原色の花々を観察できる。大きな温室の中には、マンゴーやバナナ、スターフルーツ、パパイヤ、ドラゴンフルーツなどの珍しい南国フルーツも木に自然な姿で鑑賞。また、トロピカルバード(温室)には熱帯地方の小鳥が放し飼いになっている。ふれあい動物広場もあり大人も子供も楽しめる動植物園となっている。

### 園内施設

#### アロハZOO
園内には南国の動物を始め、カピバラ、ヤギ、ヒツジ、オウムなどに餌やり、触れ合うことができる。
- 動物広場
- 水鳥の池

#### 植物園
長さ300mの連続温室、高さ20mの大温室など熱帯、亜熱帯植物の展示をしており、南国の代表の花ハイビスカス、ブーケンビリア等、原色の花を多く展示。
- 大温室
- 連続温室
- フルーツガーデン

#### フラテラス
園内中央に位置し、屋外と室内にフラステージを常設。毎週末と祝日には、フラダンスやタヒチアンのショーが実施されている。広場には芝生ステージもあり。

#### アロハタワー
ゲートから続く道の先にある展望施設。90段のらせん階段を上ると展望台があり、園内を一望（太平洋と伊豆大島の眺望）できる。

#### レストラン・ショップ
- モアナガーデンカフェ

平日10時、土日祝9時30分 - 15時30分営業。ハワイアンフードとトロピカルドリンクを提供。
- アロハCAFE
- OLI’OLIショップ

### 恋人の聖地
園内は恋人の聖地サテライトに指定されており、アロハタワーの麓には恋人の聖地モニュメント（鐘）が飾られている。また全長300mある連続温室にあるハートの形をした「オウゴンガジュマル」は、幸運を呼ぶスポットとして知られている。

## 休館日
- 年中無休

## 道路
- 千葉県道257号南安房公園線（フラワーライン） - 日本の道100選。

## 周辺
- 平砂浦海岸（防風林・遊泳禁止）
- たてやま温泉 千里の風
- ポピーの里 館山ファミリーパーク
- 館山カントリークラブ

## 交通

### 公共交通機関
- JR東日本 館山駅下車、JRバス（洲崎方面、白浜行）、「南房パラダイス」下車

### 自動車
- 東京湾アクアライン･館山自動車道富浦ICより約20分
- 駐車場有（無料）